# Bytches With Problems
Bytches With Problems, eller BWP, var en rapduo bestående av kvinnorna Lyndah and Tanisha. Gruppen blev känd för sina sexuella texter, och har kallats en kvinnlig version av 2 Live Crew. Gruppen släppte ett album, The Bytches, och planerade ett andra som skulle heta Life's a Bytch, men det släpptes aldrig.
Gruppen misstas ibland för gruppen Brothers with Potential, som har samma initialer. 

## Diskografi
- The Bytches [1]
  - Släppt: 19 februari, 1991
  - Listplaceringar: #34 Billboard Top R&B/Hip-Hop
  - RIAA-certifiering: Guld
  - Singlar: "Two Minute Brother", "We Want Money"